# Serga (oblast Sverdlovsk)
De Serga (Russisch: Серга) is een rivier in de Russische oblast Sverdlovsk. De rivier wordt veel gebruikt door rafters en stroomt gedeeltelijk door het Natuurpark Oleni Roetsji. De rivier is bevaarbaar van eind april, wanneer de lenteoverstromingen plaatsvinden, tot september.

## Loop
De rivier ontspringt ten oosten van de heuvel Katitsjeva en stroomt eerst door een heuvellandschap naar het noorden, om vervolgens bij de plaats Verchnieje Sergi door het Verchneserginski-bekken te stromen en af te buigen naar het westen. Daarop bereikt de rivier de plaats Nizjnieje Sergi, waar de Serga door het Nizjneserginski-bekken stroomt (en de zijrivier de Atig instroomt) en vervolgens afbuigt naar het zuiden. Voorbij Nizjnieje Sergi stroomt de Bardym in de Serga. Ten oosten van Michajlovsk buigt de rivier wederom af naar het westen en stroomt door het Michajlovski-bekken, waar haar zijrivier de Demid zich bij haar voegt, om vervolgens ten westen van de Michajlovsk uit te stromen in de Oefa.

## Karakteristieken, omgeving en bezienswaardigheden
De Serga is deels een snelstromende rivier door een rotsachtige omgeving en deels een langzaamstromende rivier door een brede stroomvallei. De breedte bedraagt gemiddeld 8 tot 10 meter (20 tot 30 meter bij stuwdammen) en de rivier is over het geheel vrij ondiep, al bevinden zich op sommige plaatsen kliffen, waar het water enkele meters hoog staat. Vanwege haar beboste oevers, het omringende landschap en de helderheid van het water, wordt de Serga gerekend tot een van de mooiste rivieren van de Oeral. Het grootste deel tussen Nizjnieje Sergi en Michajlovsk is gelegen in het Natuurpark Oleni Roetsji. Op dat traject loopt ook een spoorlijn (van Jekaterinenburg naar Zlato-oest) parallel aan de rivier.
Op 10 kilometer van de oorsprong bevindt zich de Katnikovskaja-grot, waar zich stalactieten bevinden. De oevers aan beide zijden van de rivier bestaan daar uit steile kalkstenen rotsen. Andere grotten langs de rivier zijn de Droezjbagrot, Arakajevskajagrot en de Malaja Arkajevskajagrot.

## Plaatsen
Plaatsen aan de rivier zijn (vanaf de oorsprong):
- Verchnieje Sergi
- Atig (iets ten noorden aan de gelijknamige zijrivier de Atig)
- Nizjnieje Sergi
- Arakajevo
- Michajlovsk